# 1960년 대한민국의 영화 목록
다음은 1960년에 개봉됐던 대한민국의 영화 목록이다.

## 목록
- 《견우 직녀》
- 《경상도사나이》
- 《과부》
- 《귀거래》
- 《그 이름을 잊으리》
- 《그대 목소리》
- 《그리운 얼굴》
- 《길은 멀어도》
- 《낙화암과 삼천궁녀》
- 《내 가슴에 그 노래를》
- 《대지의 어머니》
- 《돌아온 사나이》
- 《로맨스 빠빠》
- 《무지개》
- 《무화과》
- 《바위고개》
- 《박서방》
- 《반역자의 비애》
- 《백사부인》
- 《버림받은 천사》
- 《별들의 화원》
- 《사랑의 역사》
- 《사랑이 피고지던 날》
- 《사랑해선 안될 사랑을》
- 《산아제한》
- 《스타탄생》
- 《슬픈 목가》
- 《슬픔은 강물처럼》
- 《신부여 돌아오라》
- 《심야의 부르스》
- 《아들의 심판》
- 《암흑을 뚫고》
- 《애수에 젖은 토요일》
- 《어느 여교사의 수기》
- 《어머니의 힘》
- 《연연》
- 《오형제》
- 《옥련공주와 활빈당》
- 《울지 않으련다》
- 《울지마라 두남매》
- 《이별의 종착역》
- 《인정부두》
- 《장미의 곡》
- 《재생》
- 《저 언덕을 넘어서》
- 《젊은 설계도》
- 《젊은 표정》
- 《정열 없는 살인》
- 《제멋대로》
- 《지상에서 맺지못할 사랑》
- 《지상의 비극》
- 《질투》
- 《천하태평》
- 《철조망》
- 《청춘 일번지》
- 《청춘의 윤리》
- 《추억은 영원히》
- 《카추사》
- 《탈선 춘향전》
- 《투명인의 최후》
- 《폭풍의 언덕》
- 《표류도》
- 《푸른 하늘 은하수》
- 《피 묻은 대결》
- 《피는 살아있다》
- 《하녀》
- 《해 떨어지기 전에》
- 《햇빛 쏟아지는 벌판》
- 《황혼》
- 《회정》
- 《흙》
- 《흰구름 가는 길》

## 참고 자료
- KOFIC 영화데이터베이스